# Cerecinos de Campos
Cerecinos de Campos est une commune espagnole de la province de Zamora dans la communauté autonome de Castille-et-León.

## Toponymie
"Cerecinos" provient probablement du latin ceres, ce qui est prouvé par le passé céréalier de la ville, notamment le blé.